# Automatisch weerstation
Een automatisch weerstation, in Nederland ook wel AVW-station genoemd (Automatisch gegenereerde Visuele Waarneming), is een automatisch weerstation.
Essentieel is de Present Weather Sensor (PWS), waarmee deze weerstations zijn uitgerust. Hiermee wordt ter plaatse het zicht bepaald. Bovendien geeft de PWS aan waardoor het zicht wordt belemmerd: stof in de lucht, mist of neerslag. Ook wordt hiermee de neerslagintensiteit gemeten, dus hoe hard het regent of sneeuwt en of deze neerslag met tussenpozen valt of continu.
Het automatisch weerstation kijkt ook naar de wolken. Met behulp van een hoogtemeter wordt de hoogte van de wolkenbasis bepaald, informatie die vooral voor de luchtvaart van groot belang is. Bovendien kunnen veranderingen in de bewolking, zoals de bedekkingsgraad en het niveau van de wolken worden vastgesteld. Voor de meteorologen is deze informatie die een verandering van het weer kan inluiden, van het grootste belang. Onweer wordt geregistreerd met een ander meetsysteem, het bliksemdetectiesysteem SAFIR dat ontladingen en inslagen in kaart brengt. SAFIR bestaat uit een antenne van 20 meter hoogte met apparatuur om elektromagnetische straling te registreren die vrijkomt bij bliksemontladingen.
Een groot voordeel van volledig geautomatiseerde waarnemingen is de mogelijkheid om de gegevens zeer frequent te bepalen, zodat de informatie zo actueel mogelijk is. In feite worden de gegevens iedere seconde ingezameld. Vervolgens worden ze bewerkt en zijn ze elke tien minuten beschikbaar voor gebruik. Ieder uur wordt op basis van deze gegevens een weerrapport gemaakt dat voor onderlinge uitwisseling tussen weerdiensten in een code (synop genaamd) wordt weergegeven.